# 小糸在来
小糸在来（こいとざいらい）は、千葉県君津市の小糸川流域で栽培されている大豆の商品名（商標）である。地域において古くから栽培されてきた大豆（在来品種）であり、品種登録のなされた「品種名」ではない。地元では、加工食品も製造販売されている。なお、後述の生産者組織は、名称の後に登録商標マーク（丸アール）を付した表記をおこなっている。

## 概要
7月に種をまく晩生系の大豆である。甘味の強さと香りが特徴である。単位面積当たりの収穫量が少なく、太平洋戦争後は生産量が激減して市場にはほとんど出回らなくなった。
君津市が設置した「ふるさと産品育成協議会」が1999年に小糸川流域の大豆を地域資源として商品化することを企図し、2004年に生産者による「小糸在来愛好クラブ」が発足した。小糸在来愛好クラブは「小糸在来」の名称を商標出願し、2005年に登録された。
小糸在来愛好クラブは小糸在来の栽培拡大・商品化の取り組みが評価され、全国農業協同組合中央会（JA全中）の第40回日本農業賞特別部門・第7回食の架け橋賞の大賞を受賞している。